# بویوک دیکی‌لی (سیحان)
بویوک دیکی‌لی (به ترکی استانبولی: Büyükdikili) یک منطقهٔ مسکونی در ترکیه است که در سیحان واقع شده‌است.